# Synodontis granulosus
Synodontis granulosus är en fiskart som beskrevs av Boulenger, 1900. Synodontis granulosus ingår i släktet Synodontis och familjen Mochokidae. IUCN kategoriserar arten globalt som livskraftig. Inga underarter finns listade i Catalogue of Life.